# Shannonomyia (Shannonomyia) roraimensis
Shannonomyia (Shannonomyia) roraimensis is een tweevleugelige uit de familie steltmuggen (Limoniidae). De soort komt voor in het Neotropisch gebied.